# Gonocephalus lacunosus
Gonocephalus lacunosus là một loài thằn lằn trong họ Agamidae. Loài này được Manthey & Denzer mô tả khoa học đầu tiên năm 1991.